# 奥田泰
奥田 泰（おくだ たい、1976年12月26日 - ）は、日本の放送作家。岐阜県下呂市出身。近畿大学卒業。
元『ナインティナインのオールナイトニッポン』（ニッポン放送）のハガキ職人。

## 現在の参加番組

### YouTube
- ニューヨーク Official Channel
  - ニューヨークのニューラジオ

## 過去の参加番組

### テレビ
- ユミパン（フジテレビ 木 24:35-24:50）
- 爆笑学園ナセバナ〜ル!（TBS系列、火 19:56 - 20:54）
- ちょっとザワつくイメージ調査 もしかしてズレてる?（フジテレビ系、月 22:00 - 22:54）
- めちゃ×2イケてるッ!（フジテレビ系、土 19:57-20:54）
- 芸能人が本気で考えた!ドッキリGP（フジテレビ系列 土 20:00-21:00）
- FNS27時間テレビ 鬼笑い祭

### ラジオ
- ウーマンラッシュアワーのオールナイトニッポン0(ZERO)（ニッポン放送 木 27:00-29:00）
- ラブレターズのオールナイトニッポン0(ZERO)（ニッポン放送 金 27:00-29:00）
- ウーマンラッシュアワー村本大輔のオールナイトニッポン（ニッポン放送 月 25:00-27:00）
- 吉田山田のオールナイトニッポン0(ZERO)（ニッポン放送 水 27:00-29:00）
- 朝井リョウ&加藤千恵のオールナイトニッポン0(ZERO)（ニッポン放送 金 27:00-29:00）
- 清水富美加 みなぎるPM（ニッポン放送 土 21:00-21:30）
- ニューヨークのオールナイトニッポン0(ZERO)（ニッポン放送 木 27:00-28:30）
- オードリーのオールナイトニッポン（ニッポン放送 土 25:00-27:00）（2013年1月？-2019年6月）

### 映画
- ザ・エレクトリカルパレーズ